# Cherish (Beni)
Cherish è un brano musicale della cantante giapponese j-pop Beni Arashiro, pubblicato come secondo singolo estratto dall'album Girl 2 Lady il 17 dicembre 2005. Il singolo ha raggiunto la novantaseiesima posizione della classifica Oricon dei singoli più venduti in Giappone.

## Tracce
CD Singolo AVCD-30862
1. Cherish
2. GOAL
3. WORK THAT BODY
4. Cherish (Instrumental)
5. GOAL (Instrumental)

Durata totale: 27:59

## Classifiche
| Classifica (2005) | Posizione più alta |
| ----------------- | ------------------ |
| Giappone (Oricon) | 96                 |